# Gauche socialiste (Argentine)
Pour les articles homonymes, voir Gauche socialiste (homonymie).
La Gauche socialiste (Izquierda Socialista), enregistré sous le nom de Gauche pour une Option Socialiste, est un parti politique argentin d'orientation trotskiste, créé en 2006. Elle est la section argentine de l'Unité internationale des travailleurs - quatrième internationale. Elle fait partie du Front de gauche et des travailleurs, avec le Parti ouvrier et le Parti des travailleurs socialistes.

## Origine et idéologie
Lors du Ve congrès du Mouvement socialiste des travailleurs en 2003, celui-ci c'est divisé en deux tendances, le MST Document 1 et le MST Document 2 (en référence aux documents que les tendances présentaient lors de ce congrès). Les deux fractions ont essayé de fonctionner ensemble, comme des tendances internes du parti après 2004, mais l'expérience a échoué. En 2005, le MST Document 1 s'est renommé MST Alternative et le MST Document 2 MST Le Socialiste, en référence aux journaux que chacun éditait. En 2006, le MST Alternative a fait appel à la justice pour prendre les biens du parti dans le district de Cordoba, jusqu'alors en les mains du MST Le Socialiste, cassant l'accord entre les deux et précipitant la scission. Le MST Le Socialiste changea alors son nom pour Gauche socialiste.
Le parti est présent dans les provinces de Jujuy, Tucuman, Santa Cruz, Santiago du Estero, San Juan, La Rioja, Rio Negro, Neuquén, Santa Fe et Cordoba, la plus grande part du Grand Buenos Aires, La Plata et C.À.B.À,,,,.
La Gauche socialiste se réclame de la continuité du courant politique fondée par Nahuel Moreno en 1943, sous toutes ses dénominations (GOM, POR, Palabra Obrera, PRT, PRT-La Vérité, PST, MAS).
À partir de l'an 2017, GS a formé une organisation de femmes, Isadora - Femmes en Lutte.

## Front de gauche et des travailleurs
Le parti participe au Front de gauche et des travailleurs, avec le Parti ouvrier et le Parti des travailleurs socialistes, créé le 14 avril 2011 avec comme perspective l'élection présidentielle de la même année. L'alliance a présenté des candidats dans divers districts, touchant avec ses candidats 90% de la population.

### Résultats électoraux
Dans les élections législatives de 2013, le Front de Gauche et des Travailleurs a obtenu plusieurs députés nationaux et provinciaux, et un sénateur provincial. On peut signaler que les sièges obtenus tournent entre les diverses forces qui composent le FIT.

## Politique syndicale
La Gauche socialiste anime des fronts syndicaux combatifs, comme la Rencontre du Syndicalisme Combatif, qui fait aujourd'hui partie de la Plénière du Syndicalisme Combatif, l'unique front syndical anti-bureaucratique et de gauche dans le pays, dans lequel elle a une participation importante avec d'autres partis de gauche.
La GS participe à la direction du syndicat Union Ferroviaire Ouest avec la liste Bordeaux , dirige le Syndicat enseignant Ademys, fait partie de la liste Multicolor dans la SUTEBA, intègre ATE-MECON, et ATE-INDEC, dirige le Secrétariat Général de ADOSAC-Pico Truncado, participe à la direction de Amsafe-Rosario, à une présence dans la commission directive de FOETRA pour le compte de l'opposition et a dirigé la commission directive d'Aten-Capital,.
Elle se présente aussi dans beaucoup de commissions internes et sur des listes d'oppositions aux directions.
Son secrétaire général du SITE-Tucuman a été expulsé de façon bureaucratique pour avoir fait partie de l'opposition. Elle anime également des regroupements large, comme Enseignants en marche, Etudiants en marche et Fonctionnaires en marche.

## Internationale
La Gauche Socialiste est membre de l'Unité Internationale des Travailleurs - Quatrième Internationale (UIT-QI), courant qui se revendique et aborde la tâche de la construction du socialisme au niveau mondial, contre la Troisième Internationale et la trahison de Staline. Ses principaux moyens de diffusion sont la revue Correspondance Internationale et sa page web. L'UIT-QI est présente au Brésil, à travers la CST dans le PSOL ; au Venezuela, par l'intermédiaire du Parti Socialisme et Liberté; au Chili, sous le nom de MST, le Mouvement Au Socialisme du Mexique, le Parti de la Démocratie Ouvrière de Turquie, Lutte Internationaliste dans l'État Espagnol, entre autres.

## Publications
La Gauche Socialiste édite chaque semaine le journal Le Socialiste, son principal moyen de propagande. Avec l'Unité Internationale des Travailleurs - Quatrième Internationale, elle publie périodiquement la revue Correspondance Internationale, et de nombreux livres sur les théories marxistes et des rééditions d'auteurs classiques.
Elle dispose aussi d'une page web actualisée quotidiennement, laquelle a été rénovée complètement en 2013.

## Dirigeants et figures de l’organisation
- Rubén Pollo Sobrero, dirigeant ferroviaire.
- Liliana Olivero, ancienne député provinciale dans la Province de Cordoba.
- Juan Carlos Giordano, ancien député national pour la Province de Buenos Aires et directeur de Le Socialiste.
- Angélica Lagunes, ancienne députée provinciale dans la Province de Neuquén et ex secrétaire générale d'ATEN Capital.
- José Castillo, économiste.
- Laura Marrone, enseignante, législatrice élue et membre de ADEMyS.
- Mónica Schlotthauer, déléguée ferroviaire et députée nationale.
- Ezequiel Peressini, Député provincial dans la Province de Cordoba.
- Anisa Favoretti, Députée provinciale dans la Province de Santiago del Estero.
- Mercedes Trimarchi, Députée provinciale dans la Province de Buenos Aires et dirigeante d'Isadora.
- Nicolas Nuñez, législateur élu par la Ville autonome de Buenos Aires, et dirigeant national de la Jeunesse de la Gauche Socialiste.